# 걸 온 더 트레인 (영화)
《걸 온 더 트레인》(영어: The Girl on the Train)은 2016년 공개된 미국의 미스터리 심리 스릴러 드라마 영화이다. 테이트 테일러가 연출을 맡고 에린 크레시다 윌슨이 각본을 쓴 작품으로, 폴라 호킨스의 동명 소설을 원작으로 한다.

## 출연
- 에밀리 블런트
- 레베카 페르구손
- 헤일리 베넷
- 저스틴 서로
- 루크 에번스
- 앨리슨 재니
- 에드가르 라미레스
- 로라 프리폰
- 대런 골드스틴
- 리사 쿠드로

## 기타 제작진
- 공동 제작: 홀리 바리오, 데브 다이어
- 배역: 케리 바든, 폴 슈니
- 미술: 케빈 톰프슨
- 세트: 수전 보디 타이슨
- 의상: 미셸 매틀런드, 앤 로스
- 분장: 버너뎃 메이어
- 헤어: 앨런 댄저리오
- 시각 효과: 존 베어, 미첼 펌, 브렌던 테일러
- 음향 감독: 폴 엄슨